# میدان‌های مرکز سارانسک
سارانسک پایتخت جمهوری موردوویا، یک جمهوری اداری روسیه است. این شهر مرکز تجارت و امور مالی، فرهنگ، ورزش و سرگرمی در این جمهوری است. سارانسک یکی از تمیزترین و سبزترین شهرهای موردوویا و کل روسیه است. ۴ میدان اصلی در مرکز شهر وجود دارد، میدان کمونیستی، میدان سووتسکایا، میدان پریوکزالنایا و میدان پیروزی.

## میدان سووتسکایا
میدان سووتسکایا میدان اصلی سارانسک است. این میدان در مرکز شهر، در خیابان سووتسکایا، در تقاطع خیابان‌های تولستوی، ولودارسکی، مسکوسکایا و لنین پراسپکت واقع شده است. این میدان در اواسط قرن هفدهم ساخته شده است. این مکان در دوره‌های مختلف نام‌های مختلفی داشته است - سوبورنایا (میدان کلیسای جامع)، سوبورنایا-تورگووایا (میدان کلیسای جامع و تجارت)، بازارنایا (میدان بازار) و ورهنه-بازارنایا (میدان بازار بالا). اولین نام به زمان تأسیس سارانسک برمی‌گردد. در سنت روسی قرار بود هر کلیسا یک میدان در کنار خود داشته باشد، بنابراین میدان سوبورنایا در کنار کلیسای روی تپه ساخته شد. در سال ۱۸۵۲ بخش بزرگی از سارانسک در آتش سوخت و بسیاری از کلیساها ویران شدند. پس از مدتی، تاجری به نام ایوان کروتکوف ساخت یک میدان جدید را آغاز کرد. ساخت آن مدت زیادی طول کشید و بسیاری از مردم شهر از او حمایت مالی کردند. کلیسای جامع اسپاسکی سرانجام در سال ۱۸۸۵ به عنوان جایگزین کلیسای جامع مسیح منجی در مسکو به پایان رسید. یک میدان جدید سوبورنایا بزرگتر شد که شامل دو میدان کوچک دیگر - روژدستونسکایا (میدان کریسمس) و بازارنایا (میدان بازار) بود. در نیمه دوم قرن نوزدهم، منطقه بزرگ خیابان بازارنایا، میدان‌های سوبورنایا، روژدستونسکایا و بازارنایا نامیده می‌شد. در پایان قرن نوزدهم و آغاز قرن بیستم، تعداد زیادی فروشگاه، ساختمان‌ها و خانه‌های جدید در این میدان ساخته شد. نام «میدان بازارنایا» رایج شد. پس از انقلاب، قدیمی‌ترین میدان شهر به میدان انقلاب تغییر نام داد. این میدان به مکان اصلی برگزاری رویدادهای عمومی، تظاهرات، جلسات، راهپیمایی‌ها و رژه‌های ارتش سرخ در سارانسک تبدیل شد. نام مدرن میدان، میدان سووتسکایا، از سال ۱۹۱۹ مورد استفاده قرار گرفته است. این میدان در مقابل کلیسای جامع اوشاکوف واقع شده است.

## میدان کمونیستی
میدان کمونیستیچسکایا بین خیابان بولشویستسکایا، خیابان کمونیستیچسکایا و میدان لنین واقع شده است. این میدان حاصل بازسازی مرکز شهر بود. پیش از آن، این منطقه دارای دکه‌های روزنامه‌فروشی، پیاده‌روهای چوبی و خانه‌های ساکنان قدیمی سارانسک بود. در ضلع شمالی، ساختمان اداری شورای وزیران موردوویا و هتل «سارانسک» قرار دارد. چمن‌های سبز، باغچه‌های گل و فواره «اودوانچیک» (قاصدک) در سال ۱۹۷۹ در آنجا ساخته شدند و جلوه زیبایی به میدان بخشیدند.

## میدان پریوکزالنایا
در سال ۱۸۹۳، راه‌آهن و یک ایستگاه راه‌آهن در سارانسک ساخته شد. ایستگاه راه‌آهن یک طبقه بود، با ساختمان‌های چوبی در ضلع‌های شمالی و جنوبی و میدان پریوکزالنایا در قسمت غربی. پس از جنگ جهانی دوم، ایستگاه بازسازی شد. طرح بازسازی داخلی و خارجی توسط تیم انجمن هنرمندان کیف تهیه شد. این طرح شامل اتاق انتظار، سالن مسافران ترانزیت، دکه روزنامه، کافه، بوفه و غرفه‌های تولید بود. در طبقه دوم، اتاق‌های هتل برای مسافران قرار داشت. در وسط میدان، بنای یادبود استراتوناتس (سارانسک) وجود دارد. بنای یادبود پروازکنندگان استراتوسفر که به افتخار قهرمانان آندری بوگدانوویچ واسنکو ساخته شده است، پاول فدوروویچ فدوزنکو و ایلیا اوسیسکین. (تلفظ: ru)

## میدان پیروزی
میدان پیروزی نام خود را در سال ۱۹۷۲ گرفت. این میدان در مرکز شهر در خیابان سووتسکایا واقع شده است و توسط خیابان‌های بولشویستسکایا و تولستوی محدود شده است. بنای یادبودی به افتخار سربازان جمهوری موردوویا که در جنگ جهانی دوم کشته شدند، ساخته شده است. میدان پیروزی از شرق و غرب با درختان پوشیده شده است. ساختمان‌های کمیته اجرایی شورای شهر و یک فروشگاه بزرگ نیز در این میدان قرار دارند.